# Honda FC
Der Honda Football Club (jap. ホンダFC, Honda Efu Shī) ist ein japanischer Fußballverein aus Hamamatsu in der Präfektur Shizuoka. Der Verein spielt in der 1999 gegründeten Japan Football League, aus der er seit deren Bestehen noch nie abgestiegen ist.

## Geschichte

### Anfänge
Der Verein wurde 1971 als Werksmannschaft des gleichnamigen japanischen Konzerns gegründet. Vier Jahre später schaffte man bereits den Aufstieg in die Japan Soccer League Division 2, der Aufstieg in die Division 1 folgte 1981. Schnell konnte Honda FC sich in der damaligen höchsten japanischen Spielklasse etablieren, wobei als beste Platzierung ein dritter Platz in den Spielzeiten 1985/86 und 1990/91 zu Buche steht. Generell erlebte der Club Ende der 1980er und Anfang der 1990er Jahre seine sportlich erfolgreichste Phase, denn neben vorderen Platzierungen in der Japan Soccer League erreichte man unter anderem auch im Kaiserpokal in den Jahren 1990 und 1991 jeweils das Halbfinale.
Als sich die Gründung der J. League in den frühen 1990er Jahren abzeichnete, erwog auch Honda FC eine Teilnahme an der neuen Profiliga. Geplant war hierbei eine Fusion mit dem Schwesterverein Honda Motor Sayama FC, das nahegelegene Urawa wurde als mögliche Heimspielstätte ausgewählt. Allerdings ließ sich die Firmenleitung des Honda-Konzerns nicht von dem Vorhaben überzeugen und bestand vielmehr darauf, sich weiterhin ausschließlich auf das Kerngeschäft der Automobilherstellung zu beschränken. Als Folge dieser Entscheidung verließen viele Spieler den Verein.

### Fortbestand in der Japan Football League
Honda FC wurde 1992 in die Division 1 der alten Japan Football League eingegliedert, stieg aber aufgrund des hohen Aderlasses postwendend in die Division 2 ab. Nur ein Jahr später jedoch gelang durch den Gewinn des Divisionstitels die sofortige Rückkehr in die Division 1.
Nach dem Titelgewinn im Jahr 1996 unternahm man einen neuen Anlauf in Richtung Profitum. Der Verein wurde unter dem Namen Acute Hamamatsu als außerordentliches Mitglied in die J. League aufgenommen, scheiterte letztlich aber am unzureichenden Stadion und an fehlender Fanunterstützung, insbesondere da es in der Nähe mit Júbilo Iwata, der ehemaligen Firmenmannschaft des Honda-Rivalen Yamaha, bereits eine Profimannschaft existierte. Zu Zeiten der Japan Soccer League waren die Spiele zwischen Honda und Yamaha ein Lokalderby, das sogenannte Tenryū-Derby (天竜川決戦 tenryūgawa kessen).
Mit der Neustrukturierung der Japan Football League im Jahr 1999 wurde Honda FC ein Mitglied der neuen Spielklasse, der der Verein seitdem ununterbrochen angehört.

### Torwächter der J. League
Honda FC strebt keinen Aufstieg in den bezahlten Fußball an, da dies gleichbedeutend mit dem Verlust der Finanzierung durch den Mutterkonzern wäre. Trotzdem zählt der Verein Jahr für Jahr zu den Titelkandidaten und den Anwärtern auf einen der vorderen Plätze. Diese Tatsache erschwert aufstiegswilligen Mannschaften das Leben zusätzlich, denn neben der Erfüllung der wirtschaftlichen Voraussetzungen ist eine sportliche Platzierung unter den besten Teams der Saison für die Zulassung zur J. League erforderlich. Die Fans dieser Mannschaften gaben Honda FC daher den Spitznamen „Torwächter der J. League“, teils aus Respekt, teils aus Ärger.

## Stadion

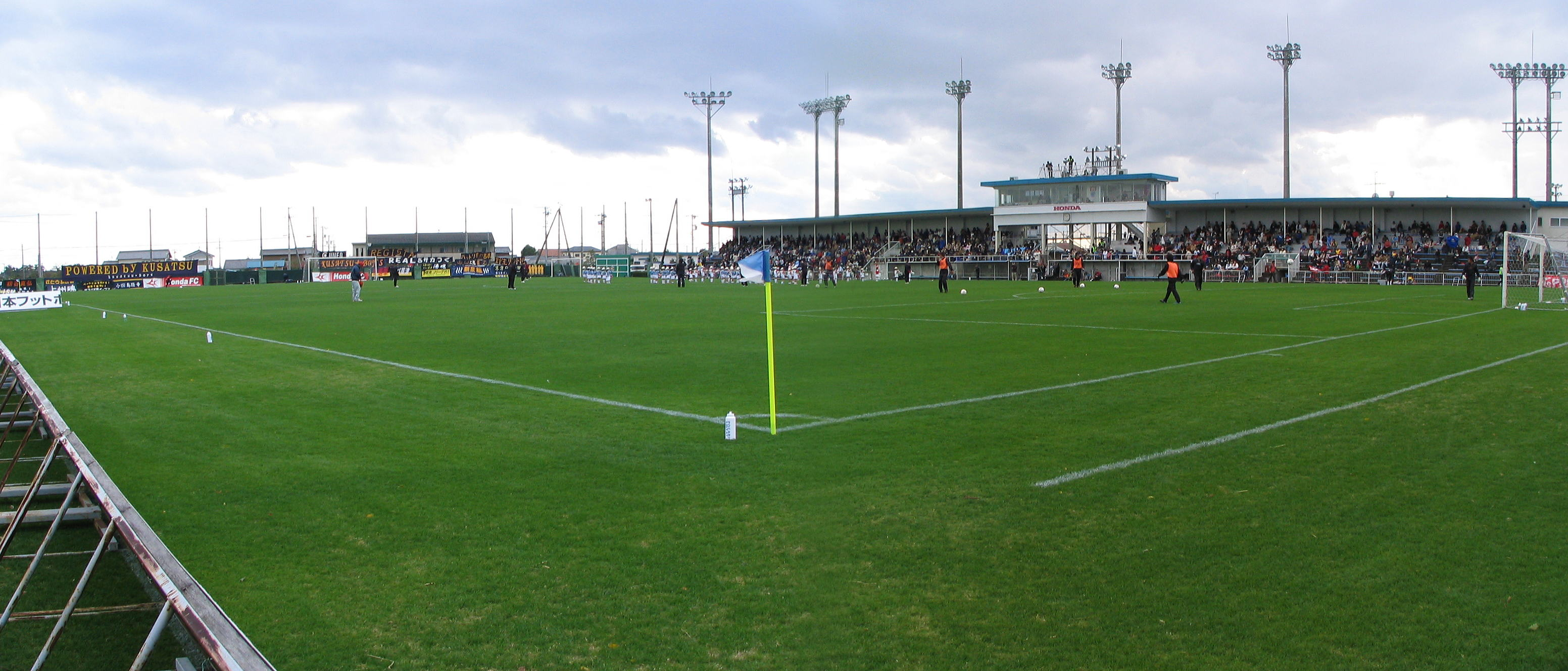
Miyakoda Soccer Stadium

Der Verein trägt seine Heimspiele im Honda Miyakoda-Fußballstadion in Hamamatsu aus. Eigentümer des Stadions ist Honda. Im Jahr 1996 erfolgte ein kompletter Umbau, bei dem unter anderem Flutlichtmasten an den Ecken des Spielfelds ergänzt wurden. Die Kapazität beträgt seitdem 4.000 Zuschauer.

## Erfolge
- Japan Soccer League Division 2

1978, 1980
- Japan Football League (1992–1998)

1996
- Japan Football League

2001, 2002, 2006, 2008, 2014, 2016, 2017, 2018, 2019, 2023

## Saisonplatzierung
| Saison | Liga                  | Level | Platz | Kaiserpokal   |
| ------ | --------------------- | ----- | ----- | ------------- |
| 1999   | Japan Football League | 3     | 2.    | 3. Runde      |
| 2000   | Japan Football League | 3     | 2.    | 3. Runde      |
| 2001   | Japan Football League | 3     | 1.    | 3. Runde      |
| 2002   | Japan Football League | 3     | 1.    | 3. Runde      |
| 2003   | Japan Football League | 3     | 2.    | 3. Runde      |
| 2004   | Japan Football League | 3     | 2.    | 4. Runde      |
| 2005   | Japan Football League | 3     | 5.    | 4. Runde      |
| 2006   | Japan Football League | 3     | 1.    | 4. Runde      |
| 2007   | Japan Football League | 3     | 5.    | Viertelfinale |
| 2008   | Japan Football League | 3     | 1.    | 3. Runde      |
| 2009   | Japan Football League | 3     | 7.    | 2. Runde      |
| 2010   | Japan Football League | 3     | 4.    | 2. Runde      |
| 2011   | Japan Football League | 3     | 6.    |               |
| 2012   | Japan Football League | 3     | 5.    |               |
| 2013   | Japan Football League | 3     | 5.    |               |
| 2014   | Japan Football League | 4     | 1.    |               |
| 2015   | Japan Football League | 4     | 3.    |               |
| 2016   | Japan Football League | 4     | 1.    | Achtelfinale  |
| 2017   | Japan Football League | 4     | 1.    | 2. Runde      |
| 2018   | Japan Football League | 4     | 1.    | 2. Runde      |
| 2019   | Japan Football League | 4     | 1.    | Viertelfinale |
| 2020   | Japan Football League | 4     | 4.    | Viertelfinale |
| 2021   | Japan Football League | 4     | 2.    | 3. Runde      |
| 2022   | Japan Football League | 4     | 3.    | 2. Runde      |
| 2023   | Japan Football League | 4     | 1.    | 2. Runde      |
| 2024   | Japan Football League | 4     | 7.    | 2. Runde      |
| 2025   | Japan Football League | 4     |       |               |

## Spieler
Stand: März 2023
| Nr. |       | Position | Name             |
| --- | ----- | -------- | ---------------- |
| 1   | Japan | TW       | Yuki Kusumoto    |
| 2   | Japan | AB       | Daiki Ikematsu   |
| 3   | Japan | AB       | Masafumi Miura   |
| 4   | Japan | AB       | Yuta Hachinohe   |
| 5   | Japan | AB       | Yuya Suzuki      |
| 6   | Japan | MF       | Kazuki Ishida    |
| 7   | Japan | MF       | Kazuki Matsumoto |
| 8   | Japan | MF       | Toshiki Sasaki   |
| 9   | Japan | ST       | Reon Kodama      |
| 10  | Japan | MF       | Yuya Tomita      |
| 11  | Japan | ST       | Hayato Kawabata  |
| 13  | Japan | ST       | Yuki Okazaki     |
| 14  | Japan | MF       | Riku Suzuki      |

| Nr. |       | Position | Name            |
| --- | ----- | -------- | --------------- |
| 15  | Japan | AB       | Yūsuke Kishida  |
| 16  | Japan | AB       | Tappei Kawanami |
| 17  | Japan | MF       | Ryusei Kusakari |
| 18  | Japan | MF       | Kenshin Yuba    |
| 19  | Japan | MF       | Kenshin Iwakiri |
| 20  | Japan | TW       | Teppei Yasuhara |
| 21  | Japan | TW       | Yuta Aoki       |
| 22  | Japan | AB       | Koshiro Chibana |
| 23  | Japan | MF       | Kosuke Shimizu  |
| 24  | Japan | MF       | Go Nakashima    |
| 25  | Japan | AB       | Daichi Miwa     |
| 26  | Japan | MF       | Takaya Hirakawa |

## Trainerchronik
Stand: März 2025
| Trainer             | Nation | von             | bis               |
| ------------------- | ------ | --------------- | ----------------- |
| Katsuyoshi Kuwabara | Japan  | 1. Februar 1973 | 31. Januar 1983   |
| Masakatsu Miyamoto  | Japan  | 1. Februar 1983 | 30. Juni 1990     |
| Masataka Imai       | Japan  | 1. Juli 1990    | 31. Dezember 1992 |
| Kazuaki Nagasawa    | Japan  | 1. Februar 1997 | 31. Januar 1998   |
| Akiyoshi Ohashi     | Japan  | 1. Januar 2000  | 31. Dezember 2001 |
| Takayoshi Amma      | Japan  | 1. Februar 2002 | 31. Januar 2005   |
| Hideo Yoshizawa     | Japan  | 1. Februar 2005 | 31. Dezember 2006 |
| Masakazu Ishibashi  | Japan  | 1. Januar 2007  | 31. Dezember 2009 |
| Takahiro Ōkubo      | Japan  | 1. Januar 2010  | 31. Dezember 2011 |
| Yoshitaka Maeda     | Japan  | 1. Februar 2012 | 31. Januar 2014   |
| Hiroyasu Ibata      | Japan  | 1. Februar 2014 | 31. Januar 2021   |
| Hiroyuki Abe        | Japan  | 1. Februar 2021 | 31. Januar 2023   |
| Hidekazu Kobayashi  | Japan  | 1. Februar 2023 | 31. Januar 2025   |